# Грче
Грче (словен. Grče) је насељено место у општини Жалец, Савињска регија, Словенија.

## Историја
До територијалне реорганизације у Словенији било је у саставу старе општине Жалец. Грче као самостално насеље постоји од 2003. године. Настала је издвајањем дела из насеља Кале.

## Становништво
У попису становништва из 2011. године, Грче је имало 89 становника.
| Број становника према пописима |
| ------------------------------ |
| 2011                           |
| 89                             |

Напомена: Године 2003. настала издвајањем дела из насеља Кале.